# سقوط هواپیمای ایل-۷۶ نیروی هوایی الجزایر ۲۰۱۸
در صبح ۱۱ آوریل ۲۰۱۸، یک فروند هواپیمای ایلیوشین ایل-۷۶ نیروی هوایی الجزایر در نزدیکی فرودگاه بوفاریک در بوفاریک در خارج شهر الجزیره پایتخت الجزایر سقوط کرد که در این سانحه دست‌کم ۲۵۷ نفر شامل ۱۰ خدمه و ۲۴۷ سرنشین آن که افراد نظامی و خانوادهٔ آن‌ها بودند، کشته شدند.

## شرح حادثه
روز چهارشنبه ۱۱ آوریل ۲۰۱۸ یک هواپیمای نظامی از نوع ایلیوشین ۷۸ از پایگاه هوایی بوفاریک در ۵۰ کیلومتری جنوب الجزیره، پایتخت الجزایر در استان بلیده به قصد رفتن به شهر بشار در غرب الجزایر پرواز کرد و پس از اوج گرفتن در آسمان و بعد از مدت کوتاهی آتش گرفت و در زمین‌های زراعی سقوط کرد.

## تلفات
در این سانحهٔ هوایی دست‌کم ۲۵۷ مسافر شامل ۱۰ خدمه و ۲۴۷ مسافر کشته شدند که عمدهٔ قربانیان افراد نظامی و خانواده‌های آن‌ها بودند. ۲۶ نفر از کشته‌شدگان از اعضای جبههٔ پولیساریو که مورد حمایت الجزایر است، بودند. آسیب جانی به ساکنان محل سقوط هواپیما وارد نیامد.

## علت
هنوز علت این سانحهٔ سقوط هواپیما نامشخص است.